# 塞爾希伊夫卡 (海尼切斯克市鎮)
46°21′11″N 34°43′26″E / 46.35306°N 34.72389°E
塞爾希伊夫卡（烏克蘭語：Сергіївка）是位於烏克蘭南部的村莊，由赫爾松州海尼切斯克區的海尼切斯克市镇負責管轄。該村始建於1925年，面積7.5平方公里，海拔高度22米，2001年人口118，人口密度每平方公里15.7人。